# Eugen Ehrlich
Pour les articles homonymes, voir Ehrlich.
Eugen Ehrlich (né à Czernowitz le 14 septembre 1862 et mort le 2 mai 1922 à Vienne) est un juriste et sociologue autrichien.

## Biographie
Eugen Ehrlich naît à Czernowitz (aujourd'hui Chernivtsi, en Ukraine), alors située dans la province de Bucovine, dans l'empire austro-hongrois. Il étudie le droit à l'université de Vienne, puis y est professeur et avocat, avant de rentrer à Czernowitz pour enseigner dans l'université de la ville, un bastion de culture germanique sur les marges orientales de l'empire austro-hongrois. Il reste dans cette institution jusqu'au terme de sa carrière d'enseignant, et assume les fonctions de recteur en 1906-1907.
Pendant la Première Guerre mondiale, alors que Czernowitz est occupé à plusieurs reprises par les troupes russes, il émigre en Suisse. Après la dissolution de l'empire austro-hongrois et la cession de la Bucovine à la Roumanie, Ehrlich envisage de retourner à Czernowitz, où il aurait été obligé d'enseigner en roumain, mais il meurt du diabète à Vienne en 1922. Le lieu et les circonstances dans lesquels s'est déroulée sa carrière d'enseignant ont notablement influencé sa pensée ; ainsi, son expérience de la culture juridique de Bucovine, où coexistaient la loi autrichienne et la coutume locale, a contribué à l'amener à remettre en cause la conception hiérarchique du droit que proposaient des théoriciens comme Hans Kelsen.

## Le droit lacunaire par rapport au droit vivant
D'après Ehrlich, les théories juridiques anciennes, qui considèrent le droit comme une somme de statuts et de jugements, donnent une transcription insatisfaisante de la réalité juridique d'une communauté. Il opère quant à lui une distinction entre les normes de la décision et les normes sociales ou les normes du comportement. Ces dernières régissent réellement la vie dans une société et peuvent être considérés dans la conscience populaire, sinon par les juristes, comme des lois véritables.
Par exemple, les us et coutumes commerciaux peuvent se développer, être reconnus et respectés comme s'il s'agissait de lois. Ainsi, Ehrlich a cherché à faire reconnaître que le « droit vivant » qui règle la vie sociale peut être tout à fait différente des normes par les tribunaux. Les normes de la décision règlent seulement certains conflits. La « loi vivante » (Lebendes Recht) est un cadre pour structurer les rapports sociaux courants. Sa source est dans de nombreux types d'associations sociales différentes dans lesquelles les gens coexistent. Son essence n'est pas le conflit et le litige, mais la paix et la coopération.

## Sociologie du droit
Ehrlich est considéré comme l'un des fondateurs de cette branche de la sociologie.
Dans son œuvre principale, Grundlegung der Soziologie des Rechts (Les fondements de la sociologie du droit, 1913), Ehrlich cherche à poser les bases d'une vraie sociologie du droit, non formelle mais empirique, guidée non par des intérêts pratiques mais par des intérêts cognitifs. Dans son œuvre, Ehrlich aborde principalement les problématiques suivantes :
- le problème de la détermination du détail de l'objet qui caractérise la sociologie juridique (définition du concept de droit).
- le problème de l'influence des valeurs sociales sur le développement du droit (évolution du droit).
- le problème de l'effectivité du droit comme moyen de changement et de contrôle social (efficacité du droit).
- le problème du rôle de la recherche sociologique vis-à-vis des sciences traditionnelles (recherches sur le droit).

## Œuvres
- Sur les clauses contractuelles (Über Fakturenbeisätze), 1887
- Sur les lacunes en droit (Über Lücken im Rechte), 1888
- La déclaration tacite de volonté (Die stillschweigende Willensrklärung), 1893
- Libre découverte du droit et libre science du droit (Freie Rechtsfindung und freie Rechtswissenschaft), 1903
- Les fondations de la sociologie du droit (Grundlegung der Soziologie des Rechts), 1913